# Guerra de desgast (estratègia militar)
La guerra de desgast o d'atrició és una tàctica o estratègia militar perllongada en el temps que es basa en atacs sostinguts de diverses menes amb l'objectiu de desgastar l'enemic fins al punt de col·lapse, tot infligint-li pèrdues contínues materials i de personal. La paraula atrició prové del llatí atterere, que significa "refregar" o "moldre", similar a fer miques les forces de l'oponent en la guerra de desgast.

## Consideracions estratègiques
La guerra de desgast és un intent de reduir la capacitat militar d'un oponent destruint els seus recursos per qualsevol mitjà, inclosa la guerra de guerrilles, la guerra popular, la terra cremada i tot tipus de batalles, excepte una batalla decisiva o definitiva. Tampoc no inclou tot tipus de Blitzkrieg ni l'ús de concentració de forces. El bàndol que reforça el seu exèrcit a més velocitat és el que té més probabilitats de guanyar la guerra. L'historiador i teòric militar alemany Carl von Clausewitz la va anomenar l'"esgotament de l'adversari".
Un bàndol que es percep a si mateix en clar desavantatge pot buscar deliberadament una guerra de desgast per neutralitzar els avantatges del seu oponent amb el pas del temps. L'estratega clàssic xinès Sun Tzu afirma que no hi ha cap bàndol que s'hagi beneficiat d'una guerra prolongada, però per exemple Rússia el 1812 va guanyar la guerra contra Napoleó amb una guerra de desgast. Quan els mètodes de desgast han desgastat l'enemic prou com per fer que altres mètodes siguin factibles, els mètodes de desgast sovint es complementen o fins i tot s'abandonen per seguir la guerra amb altres estratègies. En casos singulars, però, aquest desgast pot ser mutu i insostenible, com a la Primera Guerra Mundial, els comandants militars d'ambdós bàndols van confiar en la guerra de desgast, provocant pèrdues terribles sense cap resultat efectiu.
La diferència entre la guerra de desgast i altres formes de guerra no és nítida, ja que fins i tot una sola batalla normalment conté un element de desgast. Es pot dir que se segueix una estratègia de desgast si l'objectiu principal és provocar un desgast gradual a l'oponent fins que eventualment ascendeixi a nivells inacceptables o insostenibles, mentre que limita les pèrdues pròpies a nivells acceptables i sostenibles. Això s'ha de considerar en contraposició a altres objectius principals, com ara la conquesta d'algun recurs o territori o un intent de causar grans pèrdues a l'enemic d'un sol cop (com per encerclament i captura). La guerra de desgast també intenta augmentar les dificultats logístiques i operatives per a l'oponent.

### La invasió francesa de Rússia

Mapa animat de la campanya russa de Napoleó

## Exemples a la història

### Altres exemples coneguts

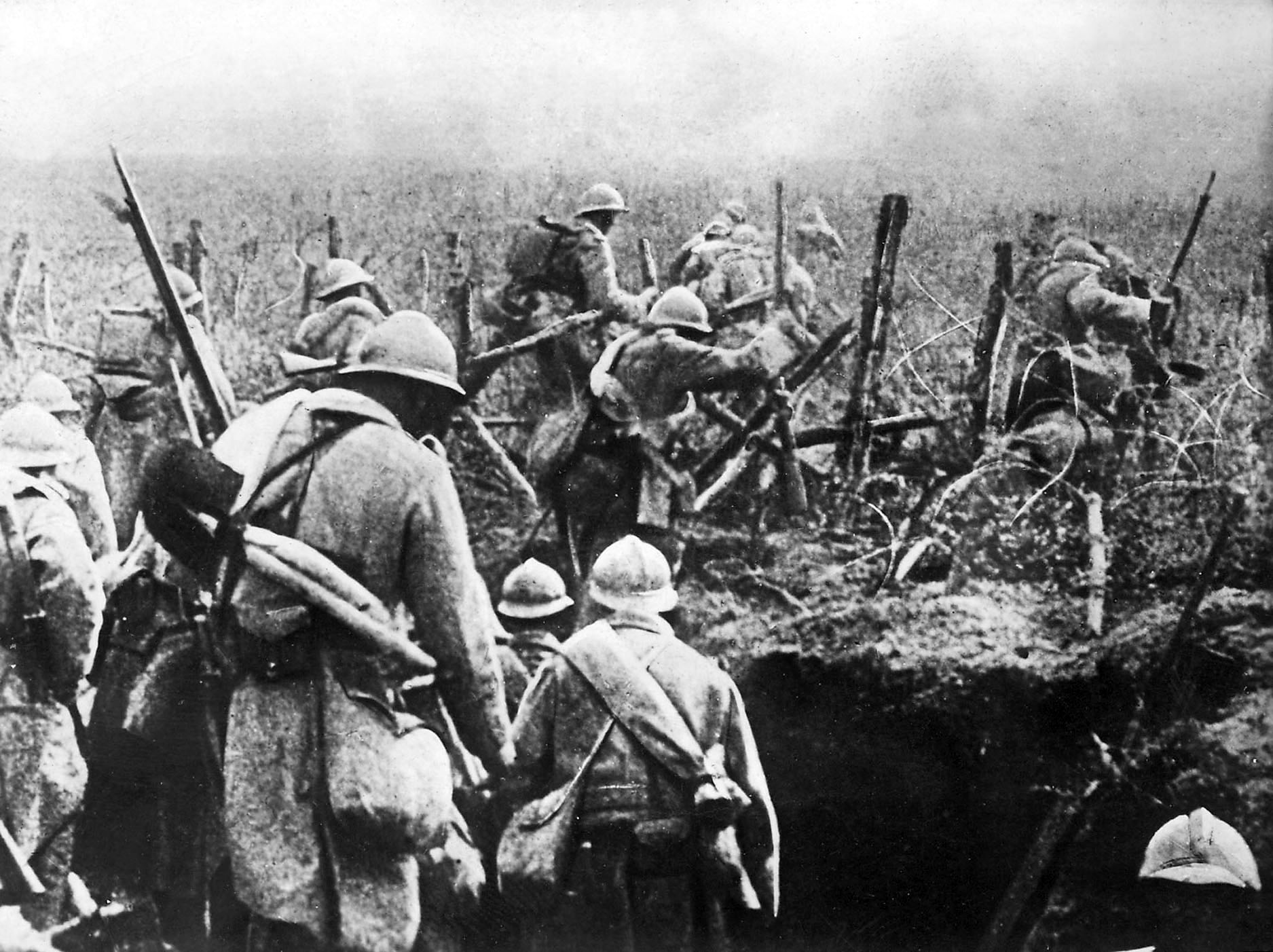
La batalla de Verdun va provocar més de 700.000 baixes

L'exemple més conegut de guerra de desgast moderna podria ser el del front occidental durant la Primera Guerra Mundial. Ambdues forces militars es van trobar en posicions defensives estàtiques en trinxeres que anaven des de Suïssa fins al Canal de la Mànega. Durant anys, i sense cap oportunitat de realitzar maniobres efectives, l'estratègia seguida va ser atacar continuadament les forces enemigues des de les pròpies posicions.
Un dels exemples més duradors de la guerra de desgast al front occidental és la batalla de Verdun, que va tenir lloc durant la major part de 1916. Erich von Falkenhayn va afirmar més tard que les seves tàctiques a Verdun no estaven dissenyades per prendre la ciutat sinó per destruir l'exèrcit francès en la seva defensa. Falkenhayn ho descriu com la voluntat de "sagnar França fins empal·lidir-la" fent servir les tàctiques de desgast en la batalla.
Els soldats del front italià van lluitar una sèrie de batalles de desgast al llarg del riu Isonzo entre juny de 1915 i novembre de 1917.
Historiadors com Hew Strachan han demostrat que la guerra de desgast durant la Primera Guerra Mundial ha estat utilitzada com a excusa post hoc ergo propter hoc (un tipus de fal·làcia que afirma o assumeix que si un esdeveniment succeeix després d'un altre, el segon és conseqüència del primer) per a les ofensives fallides. Les fonts contemporànies no estan d'acord amb la visió de Strachan sobre això. Si bé l'escrit d'Erich von Falkenhayn Memoràndum de Nadal (publicat el desembre del 1915 i recollit en un llibre del 1920) és una invenció de la postguerra, l'estratègia de la guerra de desgast va ser l'estratègia original per a la batalla.

### Exemples menys coneguts
Un exemple que va desembocar en una guerra de desgast sense intenció va ocórrer durant la darrera part de la Guerra Civil Americana, quan el general de la Unió Ulysses S. Grant va intentar contínuament forçar l'Exèrcit de Virgínia del Nord a una batalla a cel obert, però que va ser impedida pel ràpid reposicionament i refortificació de l’exèrcit comandat per Robert E. Lee. A causa d'això, l'Exèrcit del Potomac es va veure obligat a intentar desallotjar el seu enemic amb atacs directes contra posicions atrinxerades en nombroses ocasions.
Aquests atacs no van donar l'avenç que Grant havia esperat. Malgrat que les baixes de la Unió van ser més grans com a resultat, la Unió va poder reposar les seves forces amb més facilitat i la Confederació va començar a tenir un percentatge més elevat de baixes en comparació amb la seva capacitat total. Quan Grant finalment va forçar a Lee a una batalla a camp obert, la Batalla d'Appomattox Court House, l'Exèrcit de Virgínia del Nord no va poder fer un contraatac efectiu contra una fracció de l'exèrcit de la Unió, i posteriorment es va rendir.

### Llista de guerres de desgast

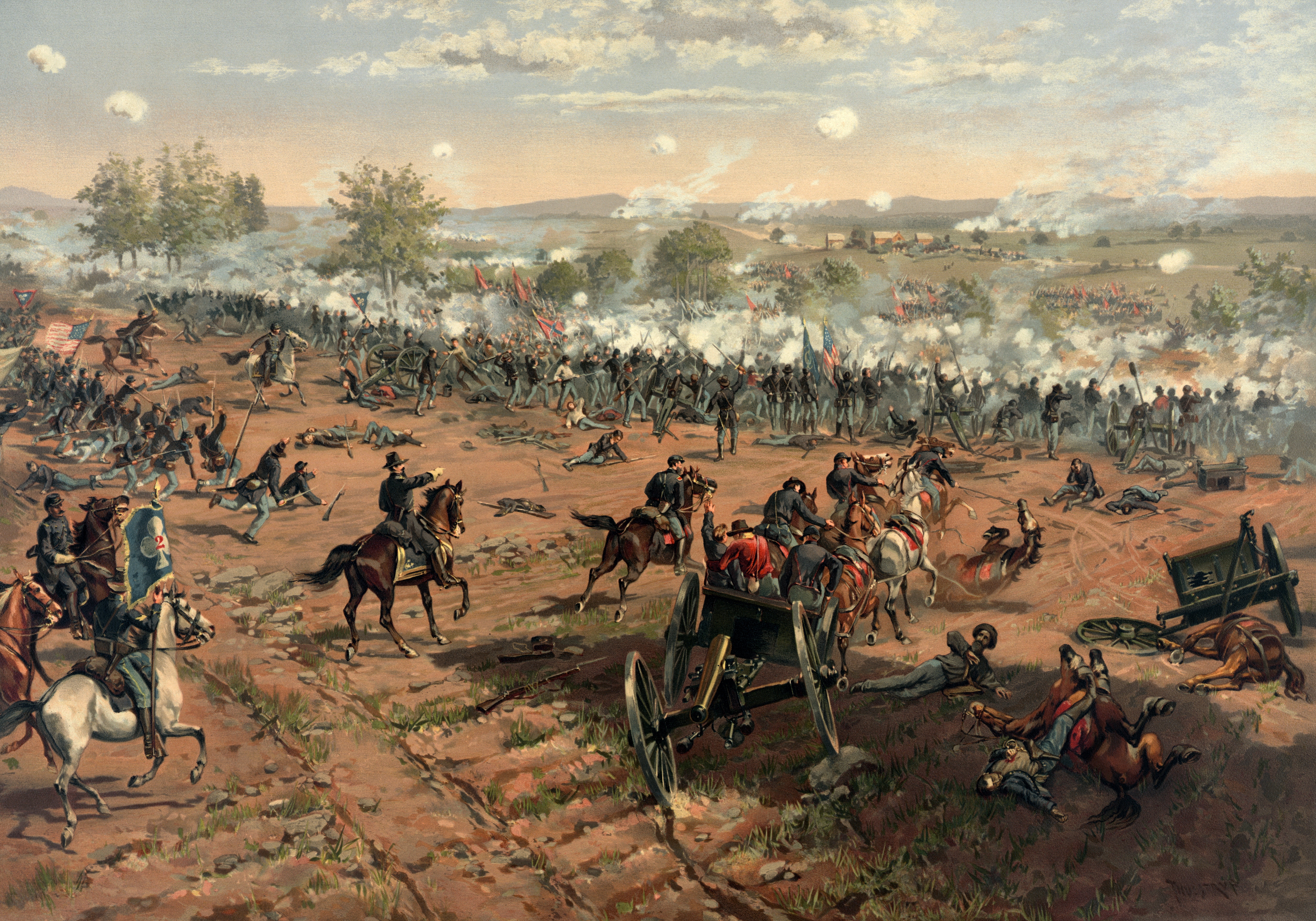
Aproximadament 750.000 soldats van morir durant els quatre anys de la Guerra Civil Americana

- Tàctiques escites durant la campanya europea de Darios I de l'any 513 aC segons Heròdot, que es mantenien en retirada a les estepes profundes, evitant un enfrontament directe amb l'exèrcit de Darios I, alhora que enverinaven els pous i les pastures. L'exèrcit va creuar el Bòsfor i va dominar Tràcia oriental, però l'expedició de fet va fracassar i després de dies d'avançar per les estepes russes, mentre els escites evitaven els xocs, van arribar a un desert i es van construir unes fortaleses frontereres, i després van retornar pel Danubi.[13]
- Els atenesos, que eren més febles en la guerra terrestre durant la guerra del Peloponès, van emprar la guerra de desgast utilitzant la seva armada.
- Les tàctiques "demoratòries" de Quint Fabi Màxim Berrugós (també conegut com a "Cunctator", el retardador o contemporitzador) contra Hanníbal durant la Segona Guerra Púnica.
- La campanya de Muhammad Tapar contra els Nizaris d'Alamut el 1109-1118.
- La segona invasió mongola d'Hongria el 1285 i el 1286.
- La Caiguda de Tenochtitlan per Hernán Cortés el 1521.
- Invasió sueca de Rússia el 1708.
- L'estratègia americana durant la Guerra d'Independència dels Estats Units.
- L'última part de la Guerra Civil americana, en particular el setge de Vicksburg, la campanya terrestre i el setge de Petersburg.
- La guerra de desgast contra Napoleó en la invasió francesa de Rússia per part de Napoleó Bonaparte el 1812.
- Últimes etapes de la Guerra Civil Espanyola (1938-1939).
- L'estratègia xinesa durant la segona guerra sino-japonesa.
- La guerra contra vaixells mercants, o guerra de tonatge, a l'Atlàntic i al Pacífic durant la Segona Guerra Mundial.
- La batalla aèria per la Gran Bretanya a la Segona Guerra Mundial després del bombardeig de Londres.
- Batalles estàtiques a la Segona Guerra Mundial, inclosa la defensa urbana soviètica durant la batalla de Stalingrad.
- Batalla de Tabu-dong i els dos últims anys de la Guerra de Corea.
- La guerra del Vietnam.
- La "Long War" a la campanya armada de l'IRA Provisional contra l'Exèrcit Britànic durant els Troubles, o Conflicte nord-irlandès.
- La guerra de desgast israeliano-egípcia de 1967 a 1970.
- La guerra afgano-soviètica (1979-1989)
- Les últimes fases de la guerra Iran-Iraq.

- La guerra a l'Afganistan (2001-2021).

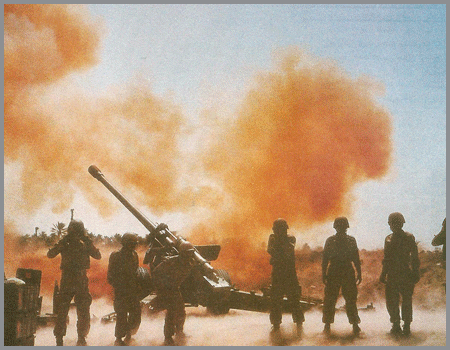
La guerra entre l'Iran i l'Iraq (1980-1988) va matar més de 500.000 persones abans de l'alto el foc negociat per l'ONU l'acabés.

- La guerra civil de Sri Lanka després de 2005.
- La guerra civil líbia de 2011.
- Conflicte kurd-turc (1978-present).
- La guerra civil de Síria (2011-present), en particular la batalla d'Alep.
- La lluita del Front Polisario al Sàhara Occidental contra l'exèrcit marroquí (2020-present).
- A la invasió russa d'Ucraïna iniciada el 2022, l'exèrcit rus ha adoptat una estratègia de desgast en repetides ocasions.[14][15]

### Teoria militar
- Estratègia Fabiana
- Teoria del paper volant (anglès)
- Ivan Bloch
- Les lleis de Lanchester de quantificació matemàtica de les forces de combat (en anglès)
- Guerra de maniobres (anglès)
- Guerra de nova generació, una nova teoria bèl·lica russa (en rus: Война нового поколения) de la guerra no convencional que prioritza els aspectes psicològics i centrats en les persones per sobre de les preocupacions militars tradicionals (enllaç en anglès)